# Aloys Lenz (Politiker, 1943)

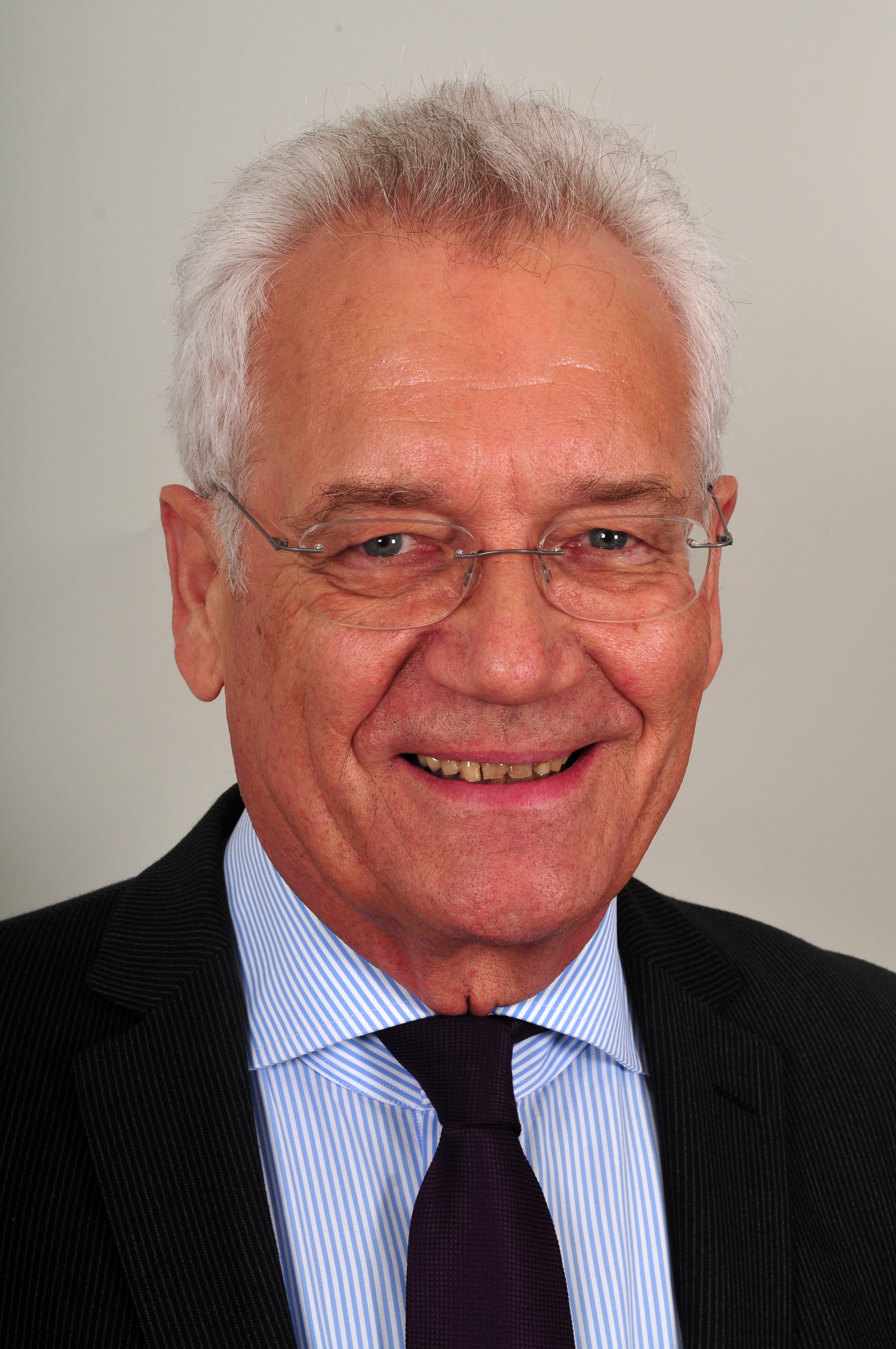
Aloys Lenz (2013)

Aloys Lenz (* 5. September 1943 in Hanau) ist ein deutscher Politiker der CDU und ehemaliger Abgeordneter des Hessischen Landtags für den Wahlkreis Main-Kinzig II. Aloys Lenz lebt in Großkrotzenburg im Main-Kinzig-Kreis.

## Ausbildung und Leben
Nach dem Abitur im Jahr 1962 studierte Lenz Lehramt an Gymnasien und legte 1971 das zweite Staatsexamen ab. Von 1969 bis 1980 war er Studienrat bzw. Studiendirektor in Hanau, von 1983 bis 1987 am Staatlichen Schulamt in Frankfurt am Main und als Dezernent für Gymnasien und Berufliche Schulen am Staatlichen Schulamt in Offenbach.

## Politik
Seit 1971 ist Lenz Mitglied der CDU und dort seit 1972 Mitglied im Kreisvorstand Hanau-Land bzw. Main-Kinzig, von 1987 bis 1990 Bezirksvorsitzender der CDA Osthessen und von 1990 bis 1996 Kreisvorsitzender der CDU Main-Kinzig.
Kommunalpolitisch engagiert sich Aloys Lenz seit 1972 als Kreistagsabgeordneter im Main-Kinzig-Kreis, von 1986 bis 2001 und von 2005 bis 2011 stellvertretender Kreistagsvorsitzender.
Vom 4. November 1980 bis 4. August 1983 und vom 5. April 1987 bis 17. Januar 2014 war Lenz Mitglied des Hessischen Landtags und dort Vorsitzender im Ausschuss für Wohnungswesen und Städteplanung von 5. April 1991 bis 4. April 1995 sowie dem Europaausschuss seit 5. April 1999. Weiterhin war er Mitglied im Kuratorium der Hessischen Landeszentrale für politische Bildung seit 5. April 1999 und Mitglied im Ausschuss für Wissenschaft und Kunst. Nachdem er 1980 für den in den Bundestag gewechselten Dieter Weirich nachgerückt war, wurde er in der Folge überwiegend im Wahlkreis Main-Kinzig I gewählt. Als er bei der Landtagswahl in Hessen 1983 das Direktmandat an den Sozialdemokraten Hans Heimerl verlor, schied er für eine Wahlperiode aus dem Landtag aus. Auch bei der Landtagswahl in Hessen 1991 unterlag er dem SPD-Kandidaten, diesmal Ronald Battenhausen, konnte aber über die CDU-Landesliste in das Parlament einziehen.
Seit 1999 war Lenz Mitglied der 11. bis 15. Bundesversammlung.
Lenz trat bei der Landtagswahl 2013 nicht mehr an. Sein Nachfolger im Wahlkreis ist Heiko Kasseckert. Aufgrund seiner Verdienste im Zusammenhang mit der Erhebung Erlensees zur Stadt (2012) erhielt er 2014 die Ehrenbürgerwürde der Stadt Erlensee.

## Weitere Ämter
Von 1994 bis 2012 war er Vorsitzender des Deutschen Bibliotheksverbandes, Landesverband Hessen.

## Ehrungen
- Lenz wurde am 25. Juni 2014 von der Stadtverordnetenversammlung der Stadt Erlensee zum Ehrenbürger berufen.